# ویتس ونما
ویتس ونما (به هلندی: Wietse Venema) یک برنامه‌نویس و فیزیکدان هلندی است که بیشتر برای نوشتن برنامه پست‌فیکس شناخته می‌شود. او همچنین با دن فارمر و ساموئل جانسون در نوشتن ابزارهای امنیتی STATAN و The Coroner's Toolkit همکاری داشته است.